# Eriocaulon compressum
Eriocaulon compressum är en gräsväxtart som beskrevs av Jean-Baptiste de Lamarck. Eriocaulon compressum ingår i släktet Eriocaulon och familjen Eriocaulaceae.

## Underarter
Arten delas in i följande underarter:
- E. c. compressum
- E. c. harperi

## Bildgalleri

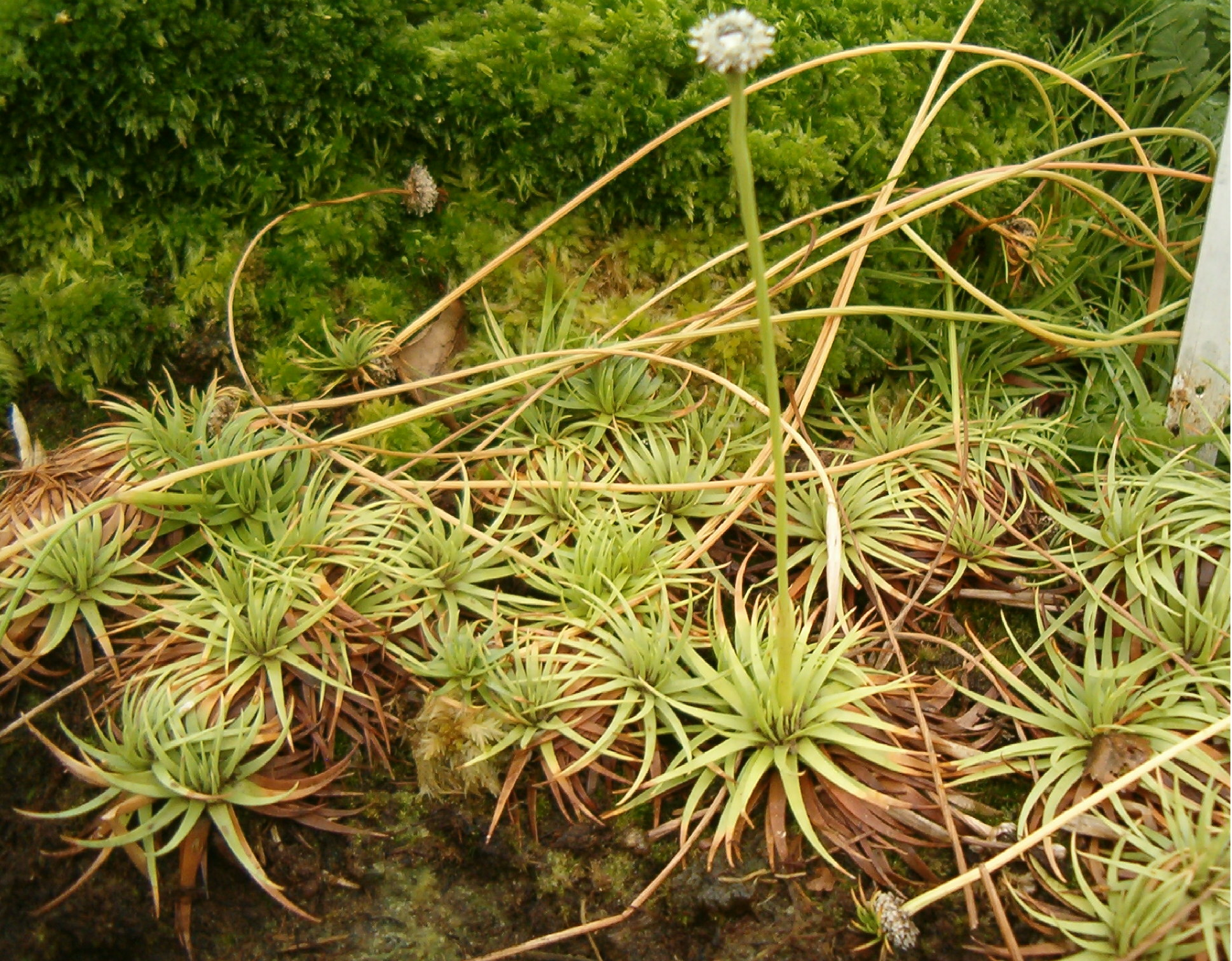
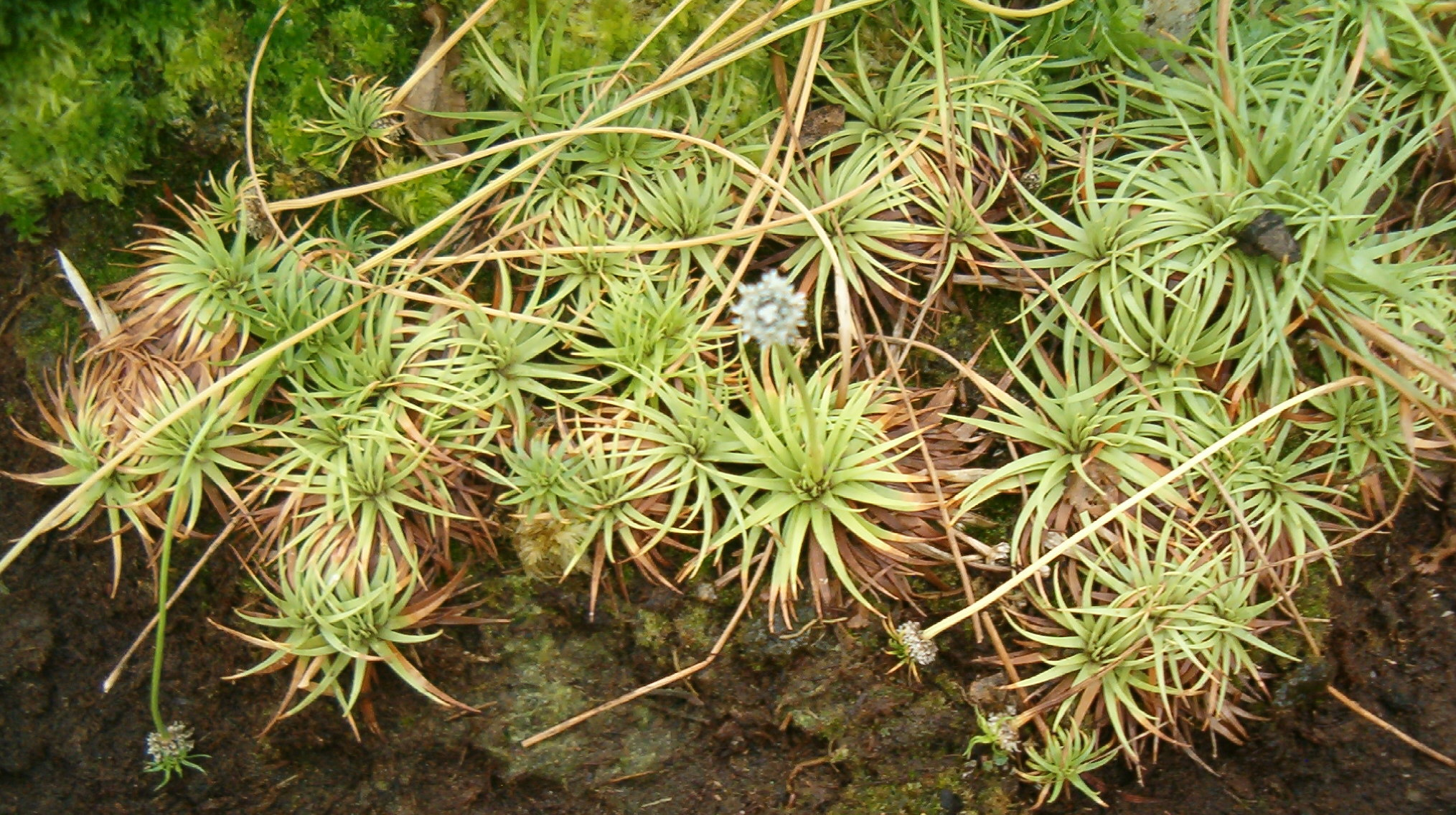
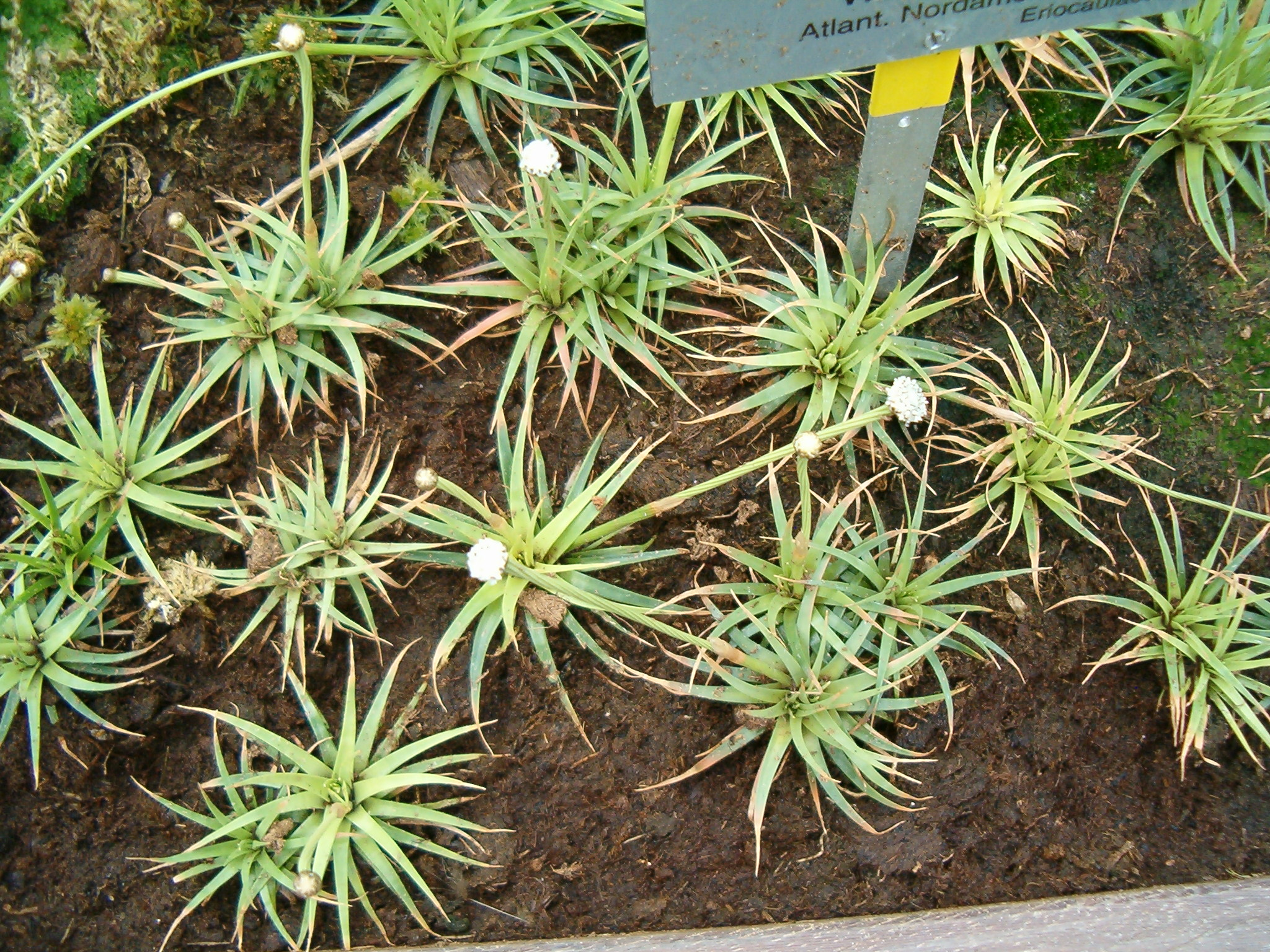
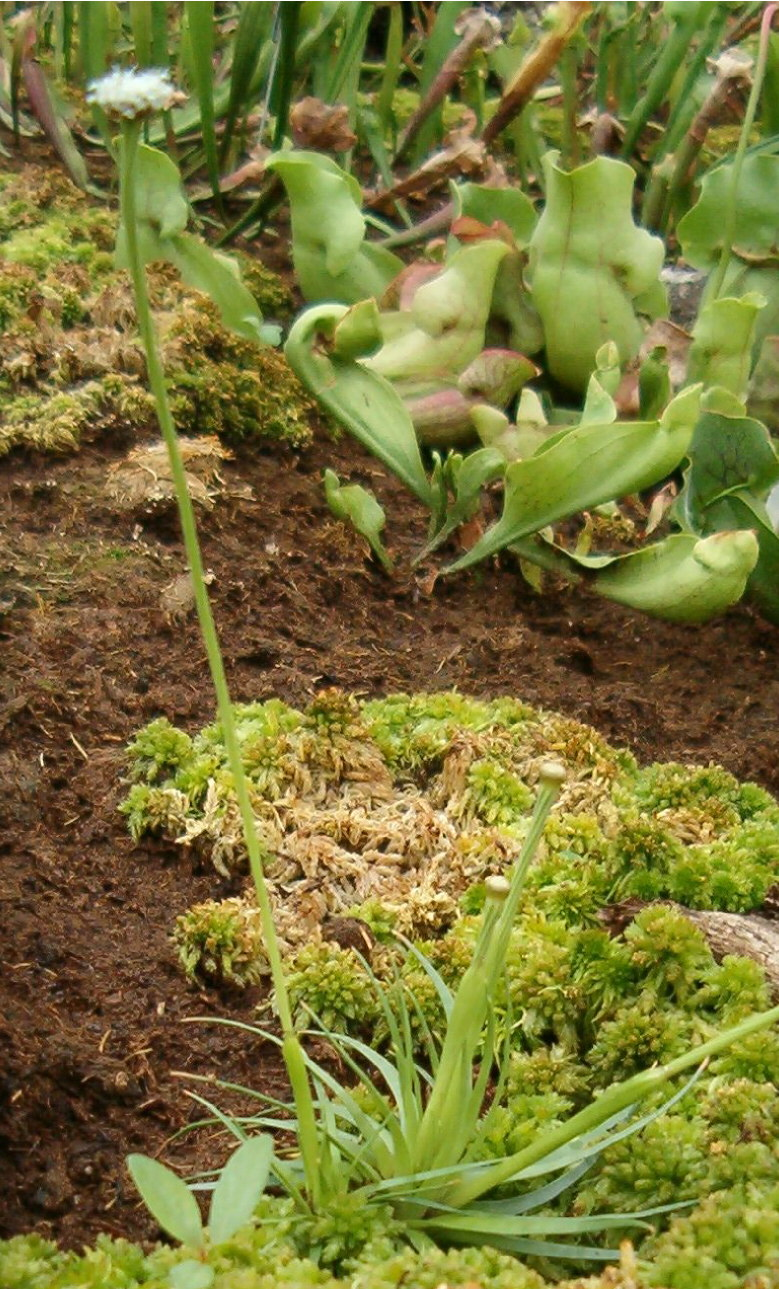
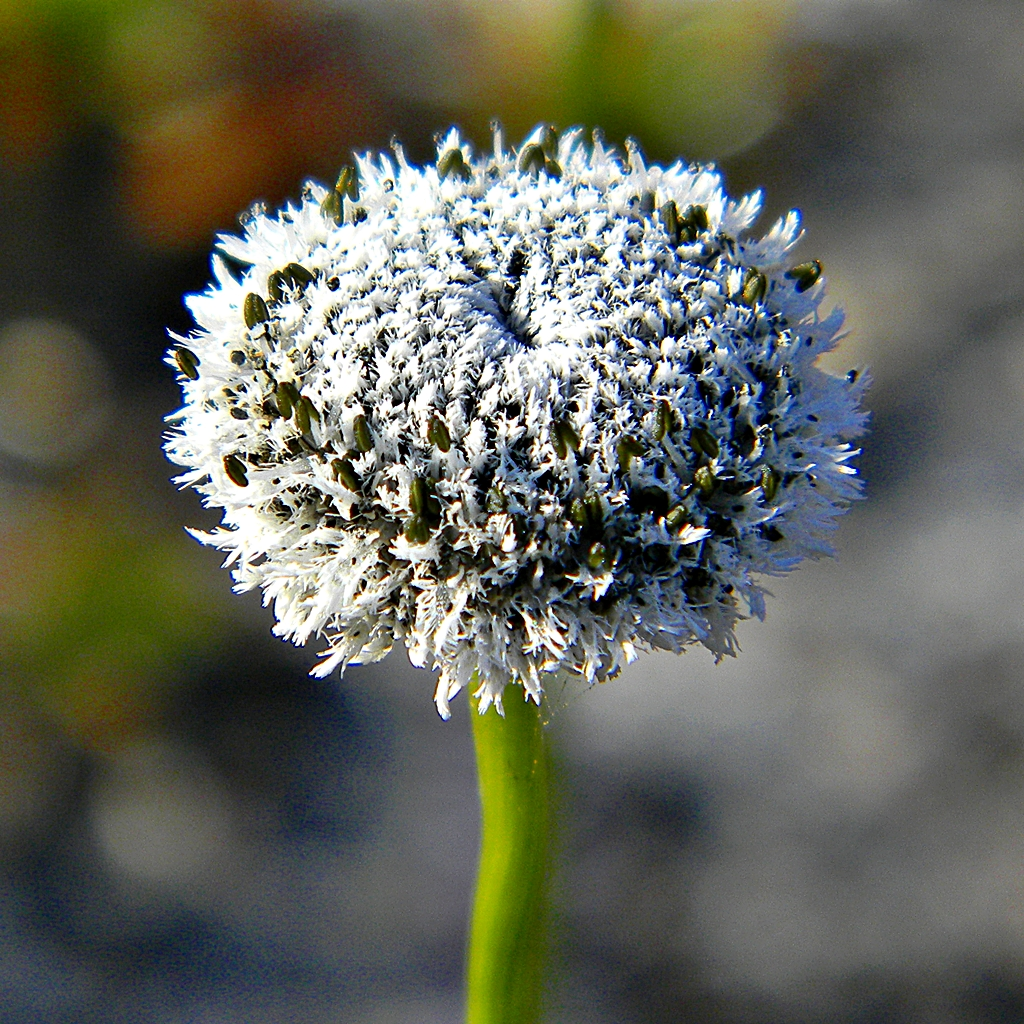